# Alexandru Todea
Alexandru Todea (ur. 5 czerwca 1912 w Teleac, zm. 22 maja 2002 w Târgu Mureș) – rumuński duchowny katolicki rytu bizantyjskiego, arcybiskup Fogaraszu i Alba Iulia, kardynał.

## Życiorys
Przyjął święcenia kapłańskie 25 marca 1939, uzupełniał studia w Rzymie, gdzie w 1940 obronił doktorat z teologii na Papieskim Athenaeum „Propaganda Fide”. Od 1940 pracował jako duszpasterz w archidiecezji Fogaraszu i Alba Iulia; od 1948 ryt bizantyjski został zakazany przez władze rumuńskie, a Todea, podobnie jak inni duchowni, był poddawany represjom, m.in. kilkakrotnie aresztowany. W lipcu 1950 otrzymał potajemną nominację biskupią, z nadaniem stolicy tytularnej Cesaropoli; 19 listopada 1950 odebrał w sekrecie sakrę biskupią z rąk biskupa Josepha Schuberta. W styczniu 1951 został ponownie aresztowany przez Securitate; w 1952 skazano go na dożywotnie ciężkie roboty (początkowo prokurator domagał się kary śmierci). Na mocy amnestii dla więźniów politycznych został zwolniony w 1964, ale aż do upadku Nicolae Ceaușescu pozostawał w areszcie domowym. W 1986 został wybrany potajemnie na głowę Kościoła greckokatolickiego w Rumunii; po przywróceniu dla Kościoła pełni praw w 1989 Todea uzyskał potwierdzenie tej funkcji, a w marcu 1990 nominację na arcybiskupa Fogaraszu i Alba Iulia. W latach 1990–1994 był przewodniczącym Konferencji Episkopatu Rumunii.
28 czerwca 1991 Jan Paweł II mianował go kardynałem, z tytułem prezbitera S. Atanasio a Via Tiburtina. Todea uczestniczył w sesjach Światowego Synodu Biskupów w Watykanie w 1990 i 1991, był również członkiem sekretariatu generalnego Synodu. W 1992 ukończył 80 lat i utracił prawo udziału w konklawe; w tym samym roku doznał udaru mózgu i przez resztę życia poruszał się na wózku inwalidzkim. W lipcu 1994 zrezygnował z godności arcybiskupa Fogaraszu i Alba Iulia.
Pochowany w katedrze Świętej Trójcy w Blaju.

## Odznaczenia
- Krzyż Wielki Orderu Gwiazdy Rumunii[2]